# Narzym
Narzym [ˈnaʒɨm] (deutsch ebenfalls Narzym) ist eine Ortschaft der Gmina Iłowo-Osada (Landgemeinde Illowo) im Powiat Działdowski (Kreis Soldau) der polnischen Woiwodschaft Ermland-Masuren.

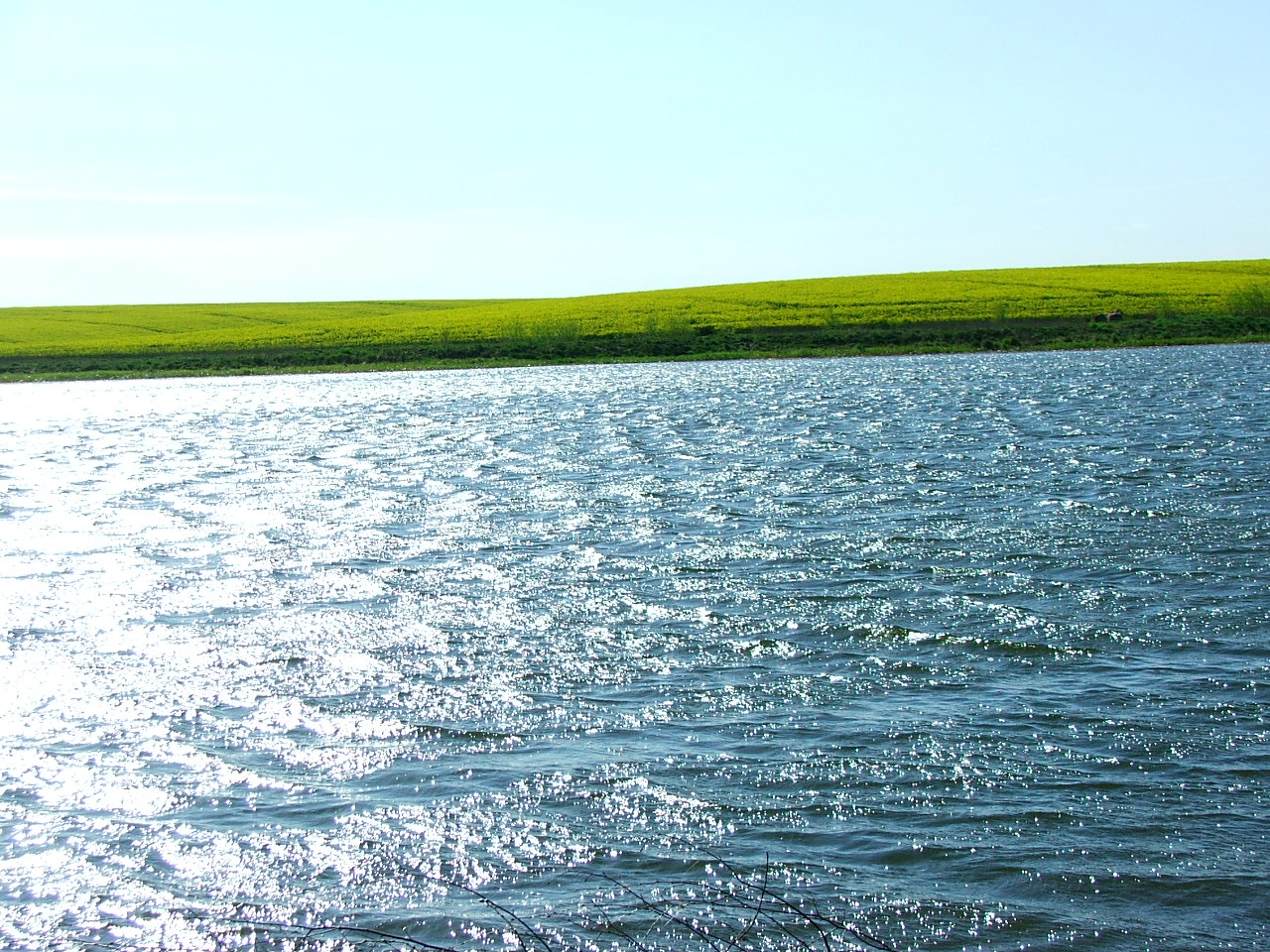
Weiher in Narzym

## Geographische Lage
Narzym liegt im Südwesten der Woiwodschaft Ermland-Masuren, acht Kilometer südöstlich der heutigen Kreismetropole Działdowo (deutsch Soldau) und 23 Kilometer südwestlich der früheren Kreisstadt Neidenburg (polnisch Nidzica).
|  |

## Geschichte
Narzym wurde als Wildenau vor 1350 gegründet und unter diesem Namen 1419 erstmals urkundlich erwähnt. Bei späteren Besitzerwechsel hieß das Dorf Narzim bzw. Narzym. Als Kirchdorf, Domäne und mit einer Försterei sowie Bahnstation machte sich das Dorf einen Namen.
Am 28. Mai 1874 wurde Narzym Amtsdorf und damit namensgebend für einen Amtsbezirk im Kreis Neidenburg im Regierungsbezirk Königsberg (ab 1905 Regierungsbezirk Allenstein) in der preußischen Provinz Ostpreußen.
In den Amtsbezirk Narzym waren acht Orte eingegliedert:
| Deutscher Name | Polnischer Name | Anmerkungen                                        |
| -------------- | --------------- | -------------------------------------------------- |
| Illowo, LG     | Iłowo           |                                                    |
| Illowo, GB     |                 | 1894 in die Landgemeinde Illowo eingegliedert      |
| Kraschewo      | Kraszewo        |                                                    |
| Narzym, LG     | Narzym          |                                                    |
| Narzym, GB     |                 | 1920 wohl in die Landgemeinde Narzym eingegliedert |
| Sochen         | Sochy           |                                                    |
| Sczepka        | Szczepka        |                                                    |
| Zworaden       | Dwukoły         |                                                    |

Als solcher bestand der Amtsbezirk Narzym bis 1920. In Folge des Versailler Vertrags von 1919 musste das Soldauer Gebiet – zu ihm gehörte der Amtsbezirk Narzym – an Polen abgetreten werden. Das erfolgte am 10. Januar 1920. Alle Orte erhielten polnische Namensformen, nur Narzym brauchte nicht zu ändern. Am 1. August 1934 wurde aus  Orten der Amtsbezirke Narzym und Bialutten (polnisch Białuty) die neue Landgemeinde Iłowo (Illowo) gebildet, die dann jedoch am 26. Oktober 1939 zum Deutschen Reich kam, ihre Orte wieder die deutschen Namen zurückerhielten, am 1. April 1940 in den neu entstandenen „Amtsbezirk Narzym“ eingegliedert und zum Kreis Neidenburg rückgegliedert wurden.
Doch nicht für lange Zeit: 1945 wurde das gesamte südliche Ostpreußen in Folge des Zweiten Weltkriegs an Polen überstellt. Narzym ist heute ein Dorf innerhalb der Gmina Iłowo-Osada (Landgemeinde Illowo) im Powiat Działdowski (Kreis Soldau), bis 1998 der Woiwodschaft Ciechanów, seither der Woiwodschaft Ermland-Masuren zugehörig. Die Einwohnerzahl Narzyms belief sich 2011 auf 1590.

## Kirche

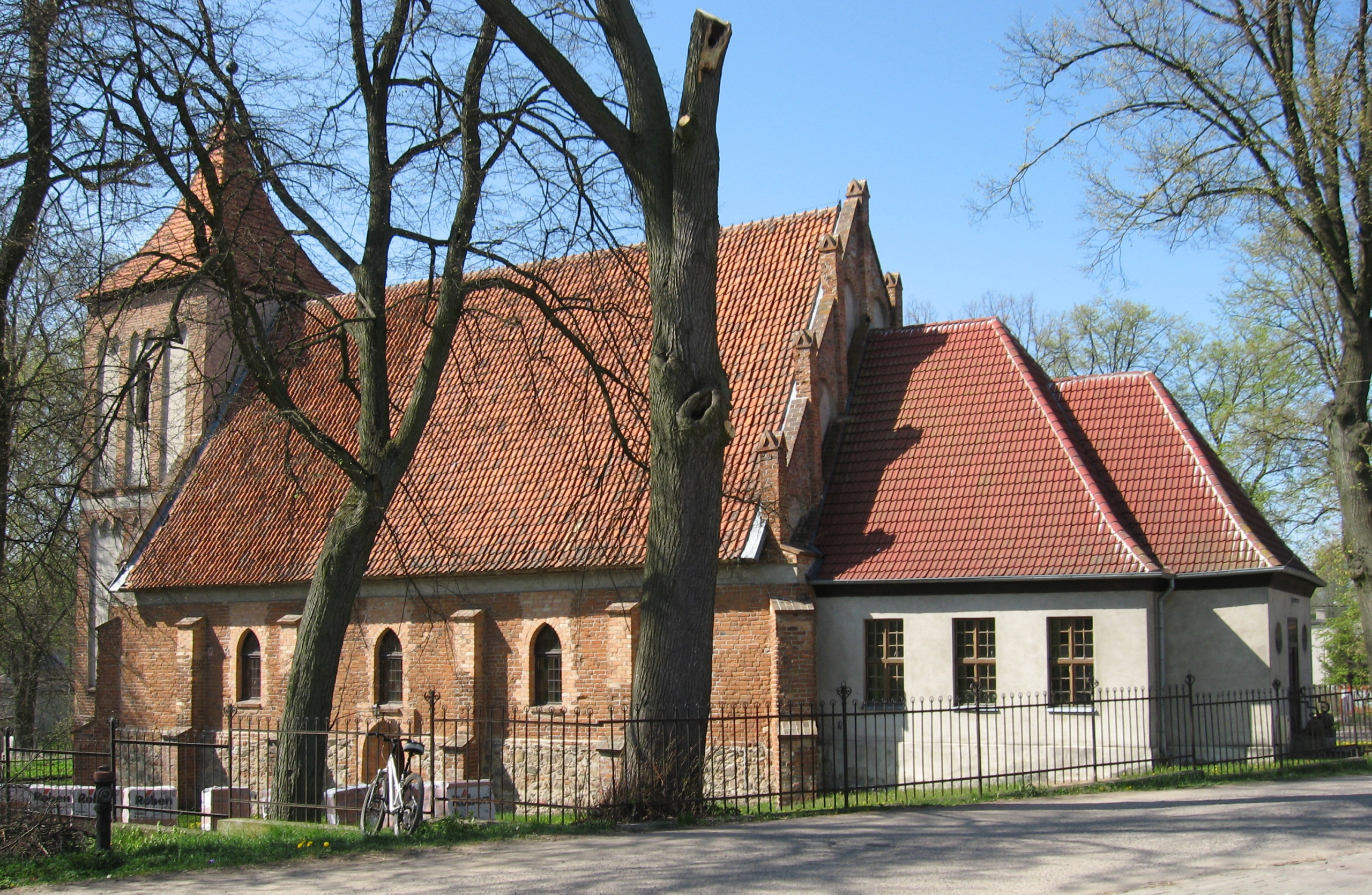
Die früher evangelische, heute katholische Pfarrkirche in Narzym

Bereits kurz nach der Gründung wurde eine Kirche im Dorf erwähnt. Durch die Reformation im Herzogtum Preußen wurde das Kirchspiel evangelisch.

### Evangelisch
Bis 1945 war Narzym ein evangelisches Pfarrdorf innerhalb der Kirchenprovinz Ostpreußen der Kirche der Altpreußischen Union bzw. ab 1923  innerhalb der Diözese Działdowo (Soldau) der Unierten Evangelischen Kirche in Polen. Nach 1945 wurde das evangelische Gotteshaus der Römisch-katholischen Kirche übereignet. Heute in Narzym lebende evangelische Einwohner sind in die Erlöserkirche in Działdowo eingepfarrt, die zur Diözese Masuren der Evangelisch-Augsburgischen Kirche in Polen gehört.

### Römisch-katholisch
Vor 1945 gehörten die römisch-katholischen Kirchenglieder Narzyms zur St.-Adalbert-Kirche in Soldau resp. Działdowo. Nach dem Zweiten Weltkrieg übernahmen die Katholiken das evangelische Gotteshaus als Filialkirche der Pfarrei in Iłowo-Osada (Illowo). Seit 1963 besteht in Narzym eine eigene Pfarrei mit der nach St. Johannes dem Täufer benannten Kirche. Sie ist Teil des Dekanats Działdowo in der Region Brodnica (Strasburg) des Bistums Toruń.

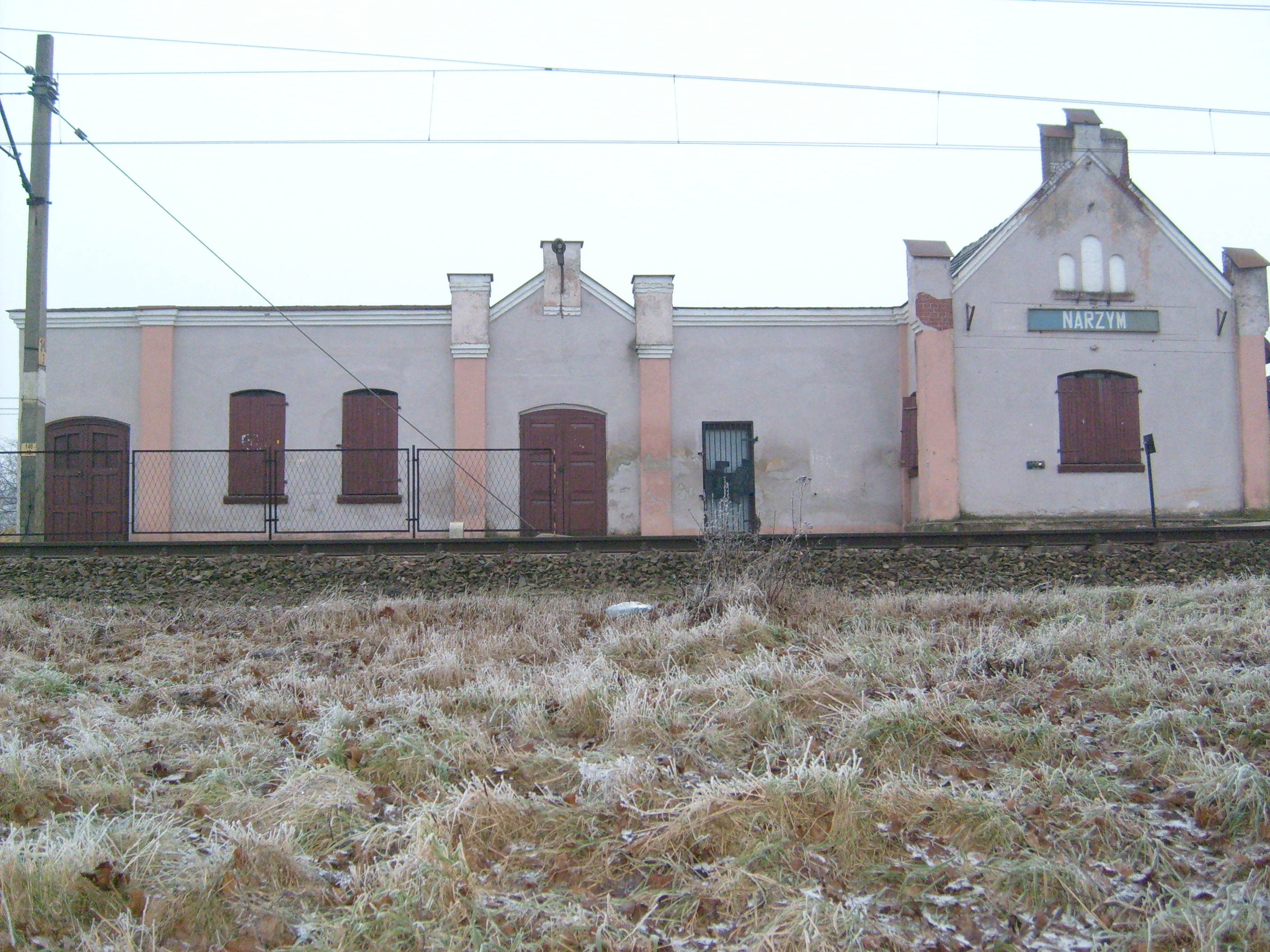
Bahnstation Narzym

## Verkehr
Narzym liegt westlich der die Woiwodschaften Kujawien-Pommern, Ermland-Masuren und Masowien verbindenden Woiwodschaftsstraße 544. Nebenstraßen aus den Nachbarorten Iłowo-Osada (Illowo) und Zakrzewo (Königshagen) enden in Narzym.
Narzym ist Bahnstation an der PKP-Bahnstrecke Danzig–Warschau. Sie ist zweigleisig und elektrifiziert.

## Persönlichkeit
- Andreas Concius (25. November 1628 in Narzym (Wildenau)), deutscher Mathematiker († 1682)